# Nationalligaen 2022
La Nationalligaen 2022 è la 35ª edizione del campionato di football americano di primo livello, organizzato dalla DAFF.

## Squadre partecipanti
| Club                  | Città     | Stadio | Sponsor ufficiale | Risultato nella stagione 2021 |
| --------------------- | --------- | ------ | ----------------- | ----------------------------- |
| Aalborg 89ers         | Aalborg   |        |                   |                               |
| Copenhagen Towers     | Gentofte  |        |                   |                               |
| Søllerød Gold Diggers | Rudersdal |        |                   |                               |
| Triangle Razorbacks   | Vejle     |        |                   |                               |

## Stagione regolare

### Calendario

#### 1ª giornata
| Nærum 23 aprile 2022, ore 12:00 | Søllerød Gold Diggers | 54 – 24 referto | Aalborg 89ers | Rundforbi Stadion |

#### 2ª giornata
| Vejle 21 maggio 2022, ore 12:00 | Triangle Razorbacks | 3 – 34 referto | Søllerød Gold Diggers | Vejle Atletikstadion |

| Svenstrup J 21 maggio 2022, ore 14:00 | Aalborg 89ers | 12 – 36 referto | Copenhagen Towers | Dall-Ferslev Idrætsforening |

#### 3ª giornata
| Nærum 11 giugno 2022, ore 12:00 | Søllerød Gold Diggers | 38 – 57 referto | Copenhagen Towers | Rundforbi Stadion |

| Svenstrup J 12 giugno 2022, ore 12:00 | Aalborg 89ers | 43 – 44 referto | Triangle Razorbacks | Dall-Ferslev Idrætsforening |

#### 4ª giornata
| Gentofte 18 giugno 2022, ore 12:00 | Copenhagen Towers | 34 – 17 referto | Triangle Razorbacks | Gentofte Sportspark |

#### 5ª giornata
| Gentofte 13 agosto 2022, ore 12:00 | Copenhagen Towers | 13 – 21 referto | Søllerød Gold Diggers | Gentofte Sportspark |

| Vejle 14 agosto 2022, ore 16:00 | Triangle Razorbacks | 27 – 45 referto | Aalborg 89ers | Vejle Atletikstadion |

#### 6ª giornata
| Nærum 20 agosto 2022, ore 12:00 | Søllerød Gold Diggers | 46 – 6 referto | Triangle Razorbacks | Rundforbi Stadion |

#### 7ª giornata
| Gentofte 27 agosto 2022, ore 12:00 | Copenhagen Towers | 56 – 19 referto | Aalborg 89ers | Gentofte Sportspark |

#### 8ª giornata
| Vejle 3 settembre 2022, ore 12:00 | Triangle Razorbacks | 29 – 67 referto | Copenhagen Towers | Vejle Atletikstadion |

| Svenstrup J 3 settembre 2022, ore 14:00 | Aalborg 89ers | 16 – 45 referto | Søllerød Gold Diggers | Dall-Ferslev Idrætsforening |

### Classifica
La classifica della regular season è la seguente:
- PCT = percentuale di vittorie, G = partite giocate, V = partite vinte,  P = partite perse, PF = punti fatti, PS = punti subiti

| Pos. | Squadra               | PCT  | G | V | N | P | PF  | PS  |
| ---- | --------------------- | ---- | - | - | - | - | --- | --- |
| 1    | Copenhagen Towers     | .833 | 6 | 5 | 0 | 1 | 263 | 136 |
| 2    | Søllerød Gold Diggers | .833 | 6 | 5 | 0 | 1 | 238 | 119 |
| 3    | Aalborg 89ers         | .167 | 6 | 1 | 0 | 5 | 159 | 262 |
| 4    | Triangle Razorbacks   | .167 | 6 | 1 | 0 | 5 | 126 | 269 |

## Playoff

### Tabellone
|  | Semifinali | Semifinali            | Semifinali |                       |    | XXXIII Mermaid Bowl | XXXIII Mermaid Bowl | XXXIII Mermaid Bowl |  |
|  |            |                       |            |                       |    |                     |                     |                     |  |
|  |            |                       |            |                       |    | 1                   | Copenhagen Towers   | 32                  |  |
|  |            |                       |            |                       |    | 1                   | Copenhagen Towers   | 32                  |  |
|  |            |                       | 2          | Søllerød Gold Diggers | 17 |                     |                     |                     |  |
|  | 2          | Søllerød Gold Diggers | 2          | Søllerød Gold Diggers | 17 | 51                  |                     |                     |  |
|  | 2          | Søllerød Gold Diggers |            |                       |    |                     |                     |                     |  |
|  | 3          | Aalborg 89ers         | 30         |                       |    |                     |                     |                     |  |

### Semifinale
| Nærum 10 settembre 2022, ore 12:00 | Søllerød Gold Diggers | 51 – 30 referto | Aalborg 89ers | Rundforbi Stadion |

### XXXIII Mermaid Bowl
| Esbjerg 24 settembre 2022, ore 12:00 | Copenhagen Towers | 32 – 17 referto | Søllerød Gold Diggers | Blue Water Arena |

## Verdetti
- Copenhagen Towers Campioni della Danimarca 2022